# Marc Hannes
Marc Hannes (* 21. Juli 1975) ist ein deutscher Badmintonspieler und -trainer. 

## Karriere
Marc Hannes gewann seinen ersten deutschen Titel erst in der Altersklasse U18 1992. Nach mehreren Titel in dieser Altersklasse, bei den U22 und den deutschen Hochschulmeisterschaften wurde er 2005 erstmals deutscher Mannschaftsmeister mit dem 1. BC Beuel. Bei Einzelmeisterschaften erkämpfte er sich bisher Bronze im Herrendoppel 2002. Heute ist er als Badminton-Trainer tätig, darüber hinaus ist er auch Sportlehrer an der Integrierten Gesamtschule Bonn-Beuel.

## Sportliche Erfolge
| Saison    | Veranstaltung                        | Disziplin    | Platz | Name |
| --------- | ------------------------------------ | ------------ | ----- | --- |
| 1991/1992 | Deutsche Einzelmeisterschaft U18     | Mixed        | 2     | Marc Hannes / Sandra Beißel (TTC Brauweiler 1948) |
| 1991/1992 | Deutsche Einzelmeisterschaft U18     | Herreneinzel | 2     | Marc Hannes (TTC Brauweiler 1948) |
| 1992/1993 | Deutsche Einzelmeisterschaft U18     | Mixed        | 2     | Marc Hannes / Sandra Beissel (TTC Brauweiler 1948) |
| 1993/1994 | Westdeutsche Einzelmeisterschaft U22 | Herreneinzel | 1     | Marc Hannes (TTC Brauweiler 1948) |
| 1995/1996 | Deutsche Einzelmeisterschaft U22     | Herrendoppel | 1     | Marc Hannes / Björn Siegemund (Bottroper BG / SV Fortuna Regensburg) |
| 1995/1996 | Deutsche Einzelmeisterschaft U22     | Herreneinzel | 1     | Marc Hannes (Bottroper BG) |
| 1996/1997 | Deutsche Einzelmeisterschaft U22     | Herrendoppel | 2     | Marc Hannes (Bottroper BG) / Boris Reichel (TuS Gildehaus) |
| 1996/1997 | Deutsche Hochschulmeisterschaften    | Herrendoppel | 1     | Marc Hannes / Boris Reichel (DSHS Köln) |
| 1997/1998 | Deutsche Hochschulmeisterschaften    | Herrendoppel | 1     | Marc Hannes / Michael Helber (DSHS Köln / Uni Saarbrücken) |
| 1998/1999 | Deutsche Hochschulmeisterschaften    | Herreneinzel | 1     | Marc Hannes (DSHS Köln) |
| 1999/2000 | Deutsche Hochschulmeisterschaften    | Herreneinzel | 1     | Marc Hannes (DSHS Köln) |
| 2000/2001 | Deutsche Hochschulmeisterschaften    | Herrendoppel | 1     | Ian Mawald / Marc Hannes (Uni Bonn) |
| 2001/2002 | Deutsche Einzelmeisterschaft         | Herrendoppel | 3     | Marc Hannes / Ian Maywald (1. BC Beuel) |
| 2002      | Weltmeisterschaften der Studenten    | Herrendoppel | 3     | Ian Maywald / Marc Hannes |
| 2003/2004 | Deutsche Mannschaftsmeisterschaft    | Mannschaft   | 2     | 1. BC Beuel (Yanchun Xie, Ian Maywald, Birgit Overzier, Olaf Schulz-Holstege, Petra Overzier, Marc Zwiebler, Anthony Clark, Marc Hannes)                                                    |
| 2004/2005 | Deutsche Mannschaftsmeisterschaft    | Mannschaft   | 1     | 1. BC Beuel (Marc Hannes, Marc Zwiebler, Ian Maywald, Anthony Clark, Yanchun Xie, Petra Overzier, Birgit Overzier)                                                                          |
| 2005/2006 | Deutsche Mannschaftsmeisterschaft    | Mannschaft   | 3     | 1. BC Beuel (Ian Maywald, Yunyong Wu, Ingo Kindervater, Marc Hannes, Marc Zwiebler, John Gordon, Petra Overzier, Birgit Overzier)                                                           |
| 2006/2007 | Deutsche Mannschaftsmeisterschaft    | Mannschaft   | 3     | 1. BC Beuel (Ian Maywald, Yunyong Wu, Ingo Kindervater, Marc Hannes, Marc Zwiebler, Christoph Clarenbach, Tommy Allroggen, Petra Overzier, Birgit Overzier, Mareike Busch, Jessica Willems) |
| 2007/2008 | Deutsche Mannschaftsmeisterschaft    | Mannschaft   | 2     | 1. BC Beuel (Marc Hannes, Ingo Kindervater, Ville Lang, Yunyong Wu, Marc Zwiebler, Elizabeth Cann, Birgit Overzier)                                                                         |